# サラサハタ
サラサハタ（学名：Chromileptes altivelis）とは、スズキ目ハタ科に分類されるハタの一種。西太平洋に分布する。「老鼠斑（ロウシューバーン=ネズミハタ）」とも呼ばれている。

## 分類
1828年にフランスの動物学者であるアシル・ヴァランシエンヌによってSerranus altivelisとして記載され、タイプ産地はジャワ島とされた。
1839年、イギリスの博物学者であるウィリアム・スウェインソンは本種を独自の属に分類した。遺伝子解析によると本種はアカハタ属に含まれる。

## 分布
東シナ海・南シナ海からインド洋にかけての熱帯海域に広く分布する。礁湖や岩礁に生息し、水深2 - 40mの波の穏やかな場所を好む。
2012年、南フロリダ沖で1個体が漁獲された。

## 形態
体長は60cmほどで、最大70cm。体高が高く、吻が突出する。口蓋骨に歯がある。体型は楕円形で側扁する。体色は淡褐色で、体やひれ全体に暗褐色の斑点が散在する。幼魚は白く、黒斑は丸い。背鰭は10棘17-19軟条で、臀鰭は3棘10軟条。

## 生態
縄張りを持ち、魚や甲殻類を待ち伏せて食べる。雌性先熟の雌雄同体である。

## 人との関わり
稚魚は観賞魚として高価で取引され、成魚は食用魚となる。水族館で飼育されるが、成長は非常に遅い。